# Colom feréstec groc
El colom feréstec groc (Leptotila megalura) és una espècie d'ocell de la família dels colúmbids (Columbidae) que habita els boscos dels Andes, des del nord de Bolívia fins al nord-est de l'Argentina.